# Orden de la Corona del Reino
La Exaltadísima Orden de la Corona del Reino (en malayo: Darjah Utama Seri Mahkota Negara) es una condecoración de Malasia.
Fue instituida el 16 de agosto de 1958 por el Gobernante Supremo Abdul Rahman. Todos los condecorados con la Orden de la Corona del Reino adquieren las letras postnominales DMN. Esta condecoración comprende un collar (dos kris enfundadas cruzadas en vertical en el centro), una estrella (de nueve puntas con una luna creciente, todo de oro), un pin (una estrella de cinco puntas) y un gafete (cinta amarilla con centro rojo y en los bordes azul con centro blanco).
Algunos de los miembros de la Orden de la Corona del Reino han sido: Isabel II del Reino Unido y Fidel Castro de Cuba.